# Цельникер, Борис Абрамович
Борис Абрамович Цельникер (род. 12 мая 1952, Кишинёв) — советский молдавский и израильский скульптор.

## Биография
Окончил кишинёвскую среднюю школу № 53 в 1969 году и в 1974 году — факультет гидромелиорации Кишинёвского сельскохозяйственного института (инженер-гидротехник). Окончил факультет искусствоведения и культурологии (кафедра истории искусств) Свердловского университета в 1987 году.
С 1990 года — в Израиле. Живёт в посёлке Кохав-Яир.
Специализируется на скульптурных миниатюрах из кости (слоновая, зуб кашалота, мамонт), серебра, бронзы и дерева, а также станковой скульптуре Участвовал в выставках начиная с 1981 года, первая персональная выставка — в 1992 году. Выставка работ Бориса Цельникера «Пасхальный ужин в Петербурге» прошла в Российском этнографическом музее (2011).
Зять молдавских скульпторов Наума Моисеевича Эпельбаума и Брунгильды Петровны Эпельбаум-Марченко.